# Opoku Agyemang
Opoku Agyemang, właśc. Nana Opoku Agyemang-Prempeh (ur. 7 czerwca 1989 w Obuasi) – ghański piłkarz grający na pozycji napastnika.

## Kariera klubowa
Karierę piłkarską Agyemang rozpoczął w akademii piłkarskiej klubu Ashanti Gold z rodzinnego miasta Obuasi. W 2005 roku zadebiutował w jego barwach w pierwszej lidze ghańskiej. W zespole Ashanti grał do lata 2007 roku. Następnie przeszedł do tunezyjskiego Club Sportif Sfaxien. W 2008 roku wywalczył ze Sfaxien Afrykański Puchar Konfederacji.
W 2008 roku Agyemang został piłkarzem katarskiego zespołu Al-Sadd. W sezonie 2008/2009 strzelił dla niego 13 goli w Q-League. Następnie grał w zespołach Al Ahli Ad-Dauha, Lewski Sofia, Hapoel Kefar Sawa oraz PIFA Sports FC.

## Kariera reprezentacyjna
W 2005 roku Agyemang wraz z reprezentacją Ghany U-17 wziął udział w Mistrzostwach Świata U-17 w Peru. Z kolei w 2009 roku był w składzie Ghany U-20 na Mistrzostwa Świata w Egipcie.
W dorosłej reprezentacji Ghany Agyemang zadebiutował 20 czerwca 2009 roku w wygranym 2:0 meczu eliminacji do Mistrzostw Świata w RPA z Sudanem. W 2009 roku wywalczył z kadrą narodową awans na ten mundial, a w 2010 roku został powołany do kadry na Puchar Narodów Afryki 2010.